# Jules Aristide Bourdes-Ogouliguende
Jules-Aristide Bourdes-Ogouliguende, né le 28 février 1938 à Libreville et mort dans la même ville le 25 mars 2018, est un homme politique gabonais. 
Il est le président du Congrès pour la démocratie et la justice (CDJ), un parti d'opposition. Il a été ministre de 1976 à 1990 et fut le président de l'Assemblée nationale de 1990 à 1993.

## Biographie
Bourdes-Ogouliguende est entré au gouvernement pour la première fois en 1976 en tant que ministre de la Fonction publique. En 1978, ses fonctions furent étendues à la Justice. Il rejoint le bureau politique du Parti démocratique gabonais en 1979. Au gouvernement, il est promu ministre d'État pour l'emploi en 1981, puis ministre d'État pour l'Éducation supérieure, la recherche et l'environnement en 1983.
Lors des élections législatives de 1990, il est élu en tant que candidat du PDG, puis est élu président de l'Assemblée nationale, le 20 novembre 1990. Lors de son mandat à l'Assemblée, il a développé une certaine indépendance et il lui est arrivé de voter avec l'opposition. Il a démissionné du PDG en janvier 1993, puis de son mandat à l'Assemblée en avril.
Il s'est présenté à l'élection présidentielle de 1993 au sein de la Convention des forces du changement et a terminé 5e avec 3,38 % des suffrages exprimés.
Aux élections législatives de 1996, Bourdes-Ogouliguende est élu dans la circonscription de Port-Gentil.
Il fut candidat à l'élection présidentielle anticipée de 2009, qui fait suite à la mort d'Omar Bongo.